# Rembielinek
Rembielinek – historyczna część miasta Chorzele położona na południe od centrum, wzdłuż ulicy Grunwaldzkiej. Do 1922 samodzielna miejscowość.

## Historia
Rembielinek to dawniej wieś. Do 1923 należała do gminy Krzynowłoga Wielka w powiecie przasnyskim, początkowo w guberni warszawskiej, a od 1919 w woj. warszawskim. 
15 lipca 1922 włączona do Chorzel.